# Ga Văn phòng Suji-gu
Ga Văn phòng Suji-gu (Tiếng Hàn: 수지구청역, Hanja: 水枝區廳驛) là ga trên Tuyến Shinbundang nằm trên Pungdeokcheon-ro, Suji-gu, Yongin-si, Gyeonggi-do.

## Bố trí ga
| Dongcheon ↑ |
| \| S/B      |
| ↓ Seongbok  |

| Hướng Bắc | ● Tuyến Shinbundang | ← Hướng đi Sinsa      |
| Hướng Nam | ● Tuyến Shinbundang | → Hướng đi Gwanggyo → |